# Josef Hellmesberger Jr.
Josef „Pepi” Hellmesberger Jr. (ur. 9 kwietnia 1855 w Wiedniu, zm. 26 kwietnia 1907 tamże)  – austriacki kompozytor, skrzypek i dyrygent.

## Życiorys
Urodził się w rodzinie z tradycjami muzycznymi. Muzykami również byli: ojciec Josef (1828–1893), dziadek Georg (1800–1873), stryj Georg (1830–1852) i brat Ferdinand (1863–1940). Studiował teorię muzyki i  grę na skrzypcach u swojego ojca w Konserwatorium Wiedeńskim. Po raz pierwszy wystąpił publicznie w wieku 8 lat; mając 15 lat wykonywał partię skrzypiec w kwartecie ojca (Hellmesberger Quartett) ; jako 18-latek stał się ulubieńcem Wiednia, nazywanym „koronowanym księciem Pepi” .
Jego kariera na krótko została związana z wojskiem – jako solista został przydzielony do orkiestry regimentu miejskiego (Hoch- und Deutschmeister), którego koncerty przy promenadzie i muzyka na balach były ważną częścią wiedeńskiego życia muzycznego . Najwcześniejsze jego kompozycje to utwory taneczne skomponowane podczas trzyletniej służby wojskowej .
W 1875 został drugim skrzypkiem w Hellmesberger Quartett, w 1891 przejął od ojca kierowanie kwartetem, z którym odbywał tournée m.in. do Turcji i Egiptu. W 1878 został profesorem klasy skrzypiec w Wiedeńskim Konserwatorium. W tym samym roku został solistą w dworskiej kapeli (Hofkapelle) i operze (Hofoper), a w 1884 – koncertmistrzem i dyrygentem w tejże operze. W 1890 zastąpił Hansa Richtera na stanowisku kapelmistrza kapeli dworskiej. W latach 1901–1903 był dyrygentem Filharmonii Wiedeńskiej , a w latach 1904–1905 kapelmistrzem opery dworskiej w Stuttgarcie .
Zmarł w wieku 52 lat, z powodu niewydolności nerek. Został pochowany na wiedeńskim cmentarzu Hietzinger.

## Twórczość
Jego dorobek kompozytorski obejmuje 6 baletów, pieśni i tańce oraz 22 operetki, które nie odegrały poważniejszej roli w historii tego gatunku, ale niektóre były często grywane, m.in. Der Graf von Gleichen (1880), Rikiki (1887), Das Veilchenmädel (1904), Der Triumph des Weibes (1906).